# رون جاكسون
رون جاكسون (بالإنجليزية: Ron Jackson)‏ هو لاعب كرة قدم بريطاني في مركز الدفاع، ولد في 15 أكتوبر 1919 في المملكة المتحدة، وتوفي في 28 فبراير 1980. لعب مع ليستر سيتي.